# 出城村
出城村（でじろむら）は、石川県石川郡に存在した村。
村名は、上杉謙信が上洛の時に当地に陣営を敷いたということに由来。なお、成には出城という小字名が存在する。

## 地理
- 現在の白山市の北部、松任の古くからの市街地からは北西の隣に位置する。一部、日本海の海岸にも接する。
- 地形は全体的に平坦な平野。
- 現在は成町、北安田町の南を北陸本線が通過し、竹松町では北陸自動車道が横断している。

## 歴史
- 1889年（明治22年）4月1日 - 町村制の施行により、石川郡成村、北安田村、平木村及び竹松村の区域をもって、石川郡出城村が発足する。
- 1954年（昭和29年）3月31日 - 石川郡松任町、旭村、中奥村、林中村、一木村、出城村、御手洗村、宮保村、笠間村、柏野村及び石川村が合併して、改めて石川郡松任町が発足する。4大字（成、北安田、平木及び竹松）は松任町の町名に継承。
- その後、この地内では千代野東、千代野南、蕪城の町名が起立している。

## 村長
- 西村正則（1901年 - 1903年）